# Martín Ricca
Martín Alejandro Ricca Peirone (La Toma, San Luis, 17 de diciembre de 1985), conocido simplemente como Martín Ricca, es un actor y cantante argentino nacionalizado mexicano, famoso por participar en varias telenovelas mexicanas infantiles y juveniles, y por sus temas musicales, entre los que destaca «Cupido» y «Enamorado de Britney Spears».

## Biografía
Martín Ricca nació en la ciudad de La Toma en la provincia argentina de San Luis.
Siendo un niño emigra a México donde posteriormente obtendría la nacionalidad mexicana. En 1997, Martín graba su primer álbum gracias a las gestiones del productor Adrián Posee. Se tituló Corazones rotos, y de él se desprendieron los sencillos Corazones rotos, Amiga mía y No me digas. En el mismo año, participó en la telenovela infantil El diario de Daniela junto a Daniela Luján, haciendo su debut como actor.
Al término de la telenovela y la promoción de su primer disco, Ricca grabó su segundo disco titulado Besos en 1998, alcanzando gran éxito, y luego se integró al elenco de la telenovela infantil Amigos x siempre (1999) con Belinda.
En 2000, después de un tiempo de descanso, regresa con su tercer disco llamado Martín, donde comienza a dejar atrás la imagen infantil y asume una imagen más adolescente, destacando su primer sencillo, Cupido. Ese mismo año, su canción Enamorado de Britney Spears tuvo una importante rotación en gran parte de América Latina. El tercer sencillo del álbum fue Chiquitita, un cover de la canción original de ABBA.
En 2002, participó en la telenovela Cómplices al rescate al lado de su compañera Daniela Luján, que también había sido su pareja en El diario de Daniela, Martín Ricca y Daniela Luján se unieron a "Cómplices al rescate" después de la inesperada salida de Belinda quien por problemas ajenos a la artista tuvo que dejar la telenovela, Daniela, Martín y la pandilla de la telenovela lanzan el álbum Cómplices al rescate: El gran final y realizaron una gira por toda la República Mexicana.
Tras la gira, Martín Ricca decide permanecer un tiempo en Puerto Rico, lanzando un disco de grandes éxitos y realizando diversos eventos. Vuelve a México en 2004 con 18 años y con un nuevo disco titulado, Enamorado, donde además participó por primera vez en la composición (con el tema Dame un beso). Tras el lanzamiento de Enamorado, Martín Ricca firmó con la disquera brasileña BGK. A fines de 2006 lanza su primer disco en BGK, Que el viento lleve, el cual es la recopilación de su anterior disco Enamorado junto a dos canciones inéditas y el tema principal de la telenovela Cómplices al rescate.
En 2008 volvió a su país natal, formando parte del grupo El resto de Río Cuarto junto a Pablo Luna, exintegrante de Banda XXI y sus hermanos, sacando su primer álbum en noviembre titulado Primera función. Posteriormente sacaron un segundo disco llamado Fiesta urbana y en 2010 ingresa Walter Romero como nuevo miembro, haciendo su debut con la canción Tienes la mente loca.
Radicó en la ciudad de Río Cuarto en la provincia argentina de  Córdoba. Posteriormente vuelve a radicar a México. En marzo de 2019, con el apoyo de sus fanes brinda un pequeño concierto; al enterarse los medios de comunicación, causa gran sensación. Posteriormente, en julio del mismo año, Martín Ricca da una gira en tierras aztecas llamada "El Regreso Tour" para presentar su nuevo tema "Y ahora tú", brindando conciertos en Monterrey, Guadalajara y Ciudad de México. Gracias al éxito de sus presentaciones y el cariño intacto de sus seguidores, en el mes de noviembre de ese mismo año, decide cerrar su gira del gran regreso, presentando el sencillo "Te puedes ir"; ofreciendo conciertos en las ciudades de Veracruz, Monterrey, Guadalajara (México) y Ciudad de México. El cantante finalizó el mismo año con mucho éxito y un lleno total en sus presentaciones, a lado de Daniel Elbittar quien participó abriendo sus conciertos. 
En el año 2023, Ari Borovoy, Productor de BOBO, anuncia que Martín, después de años alejado de los medios, se une a la gira 2000's Pop Tour para interpretar temas musicales de las telenovelas infantiles, presentándose así en la Arena Ciudad de México, Arena Monterrey y finalmente en el Auditorio Telmex de Guadalajara (México).
En 2024, la productora Rosy Ocampo, lo invita a formar parte de papás por conveniencia, en donde comparte créditos nuevamente con Daniela Luján, y otros actores de telenovelas infantiles de los 2,000s.

## Discografía
- Corazones rotos (1998)
- Besos (1999)
- Martín (2001)
- Enamorado (2004)
- Que el viento lleve (2006)
- 2000's X Siempre; En vivo desde el Pepsi Center (2024)

## Filmografía

### Telenovelas[5]
| Telenovelas | Telenovelas            | Telenovelas           | Telenovelas           |
| Año         | Título                 | Papel                 | Notas                 |
| ----------- | ---------------------- | --------------------- | --------------------- |
| 1998-1999   | El diario de Daniela   | Martín Linares Moreno | Protagonista infantil |
| 2000        | Amigos x siempre       | Pedro Vidal Naredo    | Protagonista infantil |
| 2002        | Cómplices al rescate   | Él mismo              | Protagonista infantil |
| 2003-2004   | CLAP                   | Él mismo              | Secundario            |
| 2024        | Papás por conveniencia | Rudolf                | Protagonista          |
| 2024        | ¿Quién es la máscara?  | Chepino Langostino    | 7° eliminado          |